# Тигранян, Армен Саркисович
Арме́н Сарки́сович Тиграня́н (арм. Արմեն Սարգիսի Տիգրանյան; 27 ноября 1985, Ленинакан, Армянская ССР, СССР) — армянский футболист, полузащитник.

## Клубная карьера
Являясь гюмрийцем Тигранян начал свою футбольную карьеру в местном «Шираке». Дебют состоялся в 2002 году и этот матч остался единственным, проведённым в том сезоне. В последующих двух сезонах в составе клуба стал бронзовым медалистом, обладателем кубка и суперкубка Армении.
Из-за ухудшения условий в клубе (2004 год стал началом упадка клуба) многие игроки стали переходит в другие клубы. Тигранян исключением не стал и перешёл в состав действующего чемпиона — «Пюника». В столичном клубе Тигранян провёл неполных четыре сезона, пополнив коллекцию трофеев в виде Суперкубка и четырёх чемпионских медалей. Сезон 2007 года заканчивал в «Гандзасаре».
2008 год стал для Тиграняна загранным, так как первую половину году провёл в иранском «Зоб Ахане», а после перешёл в белорусский «Гомель».
Выступления в иностранных клубах для Тиграняна оказались неудачными, в силу этого фактора последовал возврат в Армению, где поступило предложение от ереванского «Улисса». Команда, которая до этого была аутсайдером чемпионата, в межсезонье заметно усилилась, что стало прорывом. Два чемпионата подряд Тигранян становился бронзовым призёром.
В конце 2010 году из «Ширака» поступило предложение о переходе в родной клуб. В бывшей команде Тиграняна, которая еле существовала, сменился владелец. Начался подъём клуба. Тигранян не стал отказывать в предложении и вместе с партнёром по «Улиссу» — Кареном Алексаняном, который также является воспитанником «Ширака», перешёл в родной клуб. Контракт был заключён на однолетний срок. В 2011 году стал финалистом кубка Армении. Именно Тигранян стал той опорой, о которую в полуфинале разбивалась атака «Улисса».

## Карьера в сборной
Принимал участие в 7 матчах в составе молодёжной сборной в период с 2004 по 2006 года. В 2005 году дебютировал за национальную сборную. Дебют состоялся 7 сентября против сборной Чехии в отборочном цикле к Чемпионату мира 2006 года.

## Достижения
«Ширак»
- Чемпион Армении: 2012/2013
- Серебряный призёр чемпионата Армении: 2002
- Бронзовый призёр чемпионата Армении: 2003
- Обладатель Кубка Армении: 2011/12
- Финалист Кубка Армении: 2006, 2011
- Обладатель Суперкубка Армении: 2003

«Пюник»
- Чемпион Армении: 2004, 2005, 2006, 2007
- Обладатель Суперкубка Армении: 2004, 2005

«Улисс»
- Бронзовый призёр чемпионата Армении: 2009, 2010

## Статистика выступлений
Данные на 18 марта 2012 года
| Клуб             | Сезон            | Чемпионат | Чемпионат | Кубки | Кубки | Мирокубки | Мирокубки | Всего | Всего |
| Клуб             | Сезон            | Матчи     | Голы      | Матчи | Голы  | Матчи     | Голы      | Матчи | Голы  |
| ---------------- | ---------------- | --------- | --------- | ----- | ----- | --------- | --------- | ----- | ----- |
| Ширак            | 2002             | 1         | 0         | ?     | ?     | ?         | ?         | 1     | 0     |
| Ширак            | 2003             | 15        | 0         | ?     | ?     | ?         | ?         | 15    | 0     |
| Ширак            | 2004             | 6         | 1         | 4     | 0     | ?         | ?         | 10    | 1     |
| Всего            | Всего            | 22        | 1         | 4     | 0     | 0         | 0         | 26    | 1     |
| Пюник            | 2004             | 8         | 0         | ?     | ?     | ?         | ?         | 8     | 0     |
| Пюник            | 2005             | 12        | 0         | 0     | 0     | 2         | 0         | 14    | 0     |
| Пюник            | 2006             | 20        | 1         | 0     | 0     | 2         | 0         | 22    | 1     |
| Пюник            | 2007             | 16        | 0         | 2     | 0     | 0         | 0         | 18    | 0     |
| Всего            | Всего            | 56        | 1         | 2     | 0     | 4         | 0         | 62    | 1     |
| Гандзасар        | 2007             | 4         | 0         | 0     | 0     | 0         | 0         | 4     | 0     |
| Всего            | Всего            | 4         | 0         | 0     | 0     | 0         | 0         | 4     | 0     |
| Зоб Ахан         | 2007/08          | 6         | 0         | 0     | 0     | 0         | 0         | 6     | 0     |
| Всего            | Всего            | 6         | 0         | 0     | 0     | 0         | 0         | 6     | 0     |
| Гомель           | 2008             | 11        | 0         | 0     | 0     | 2         | 0         | 13    | 0     |
| Всего            | Всего            | 11        | 0         | 0     | 0     | 2         | 0         | 13    | 0     |
| Улисс            | 2009             | 19        | 1         | 1     | 0     | 0         | 0         | 20    | 1     |
| Улисс            | 2010             | 11        | 0         | 2     | 0     | 0         | 0         | 13    | 0     |
| Всего            | Всего            | 30        | 1         | 3     | 0     | 0         | 0         | 33    | 1     |
| Ширак            | 2011             | 20        | 0         | 6     | 0     | 0         | 0         | 26    | 0     |
| Всего            | Всего            | 20        | 0         | 6     | 0     | 0         | 0         | 26    | 0     |
| Всего за карьеру | Всего за карьеру | 149       | 3         | 15    | 0     | 6         | 0         | 170   | 3     |